# Körmend
Körmend  este un oraș în districtul Körmend, județul Vas, Ungaria, având o populație de 11.852 de locuitori (2011). 

## Demografie
Componența etnică a orașului Körmend
     Maghiari (96,72%)
     Romi (1,29%)
     Germani (1,21%)
     Necunoscut (0,24%)
     Alții (0,55%)
Componența confesională a orașului Körmend
     Romano-catolici (60,14%)
     Fără religie (5,17%)
     Reformați (4,81%)
     Luterani (4,16%)
     Necunoscută (24,97%)
     Alte religii (1,45%)
Conform recensământului din 2011, orașul Körmend avea 11.852 de locuitori. Din punct de vedere etnic, majoritatea locuitorilor (96,72%) erau maghiari, existând și minorități de romi (1,29%) și germani (1,21%). Apartenența etnică nu este cunoscută în cazul a 0,24% din locuitori.  Din punct de vedere confesional, majoritatea locuitorilor (60,14%) erau romano-catolici, existând și minorități de persoane fără religie (5,17%), reformați (4,81%) și luterani (4,16%). Pentru 24,97% din locuitori nu este cunoscută apartenența confesională.

## Persoane notabile
- Prințul Edmund Batthyany-Strattmann (1826–1914), nobil
- László Batthyány-Strattmann (1870–1931), medic și nobil
- Sándor Bejczy (1920–2004), politician
- Imre Sinkovits (1928–2001), actor al Teatrului Național
- Péter Besenyei (n. 1956), pilot acrobatic
- Soulwave (formată în 2007), trupă de rock alternativ
- Krisztián Pars (n. 1982), aruncător de ciocane
- Antal Rogán (n. 1972), economist și politician